# Сельское поселение Полноват
Сельское поселение Полноват — муниципальное образование в составе Белоярского района Ханты-Мансийского автономного округа — Югры (Россия). Административным центром сельского поселения является село Полноват.
Сельское поселение Полноват является муниципальным образованием Ханты-Мансийского автономного округа — Югры наделенным статусом сельского поселения, в соответствии с законом Ханты-Мансийского автономного округа — Югры от 25 ноября 2004 года № 63-оз «О статусе и границах муниципальных образований Ханты-Мансийского автономного округа — Югры».

## Населённые пункты
- село Полноват (административный центр)
- деревня Пашторы
- село Ванзеват
- село Тугияны

## Население
| 2010  | 2012  | 2013  | 2014  | 2015  | 2016  | 2017  |
| ----- | ----- | ----- | ----- | ----- | ----- | ----- |
| 1638  | ↘1578 | ↘1486 | ↘1445 | ↘1435 | ↘1419 | ↘1413 |
| 2018  | 2019  | 2020  | 2021  |       |       |       |
| ↘1407 | ↘1389 | ↘1374 | ↗1550 |       |       |       |